# Sulejman Pascha Bargjini

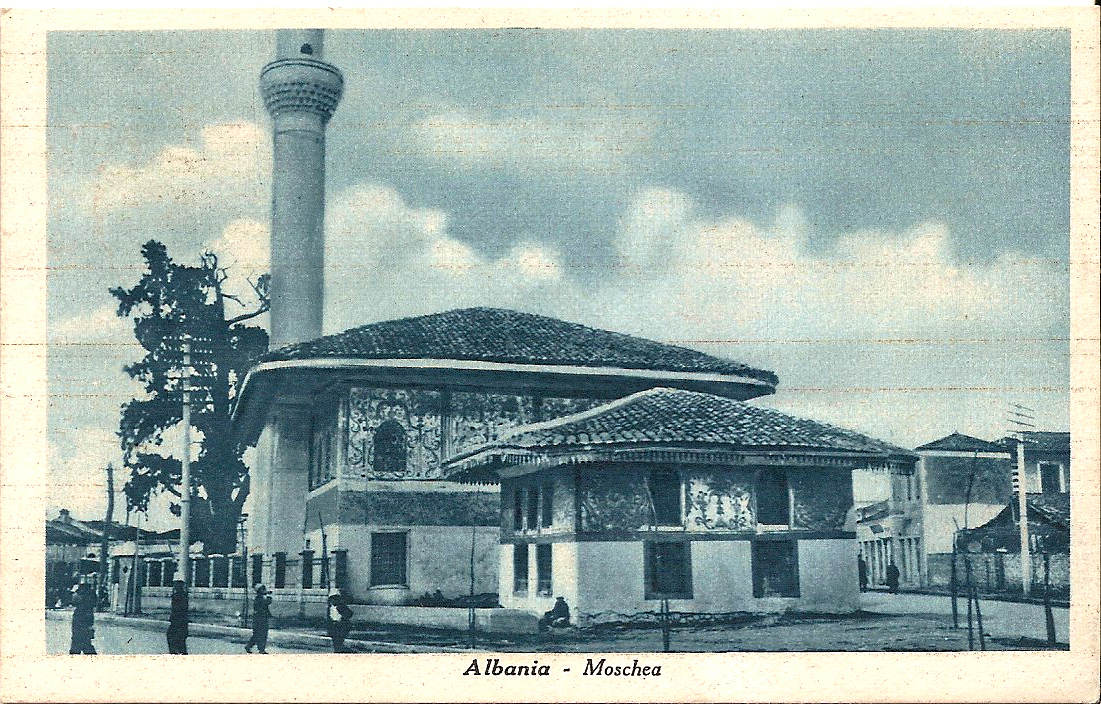
Die heute nicht mehr vorhandene Türbe des Pascha vor der Alten Moschee von Tirana

Sulejman Pascha Bargjini (türkisch Berkinzâde Süleyman Paşa) war ein albanischer General des Osmanischen Reiches und lokaler Feudalherr. Er wird als Gründer von Tirana, der Hauptstadt Albaniens angesehen.
Sulejman Pascha stammte ursprünglich aus Bargjin, siedelte sich jedoch im Dorf Mullet wenige Kilometer südlich von Tirana an. Er diente als Janitschar, dem der Titel Pascha verliehen wurde. Er führte einen erfolgreichen Feldzug gegen das persische Reich der Safawiden.
Im Jahr 1614 baute er die Alte Moschee von Tirana, eine Bäckerei und einen Hamam (türkisches Bad) auf. Rund um diese Bauten etablierte sich ein regionaler Marktplatz und entwickelte sich in der Folge die Stadt. Deshalb gilt er als Gründer von Tirana, der heutigen Hauptstadt Albaniens. Gemäß einer örtlichen Legende benannte er den Ort Tirana nach Teheran, der Hauptstadt Persiens (heute Iran). Dies gilt jedoch als widerlegt.
Eine Statue von Sulejman Pascha steht an dem Ort, an dem früher die von ihm gegründete Moschee und sein Grabmal standen. Eine kleinere Straße in einem anderen Teil Tiranas trägt seinen Namen.